# Pirolizidină
Pirolizidina este un compus heterociclic biciclic ce conține azot. Unii alcaloizi, denumiți alcaloizi pirolizidinici, sunt derivați ai acestui compus. Câteva exemple sunt: senecionină, senkirkină.